# ボラート・ウテムラトフ
ボラート・ウテムラトフ（カザフ語: Болат Жамитұлы Өтемұратов、1957年11月13日 - ）は、カザフスタンの政治家。ヌルスルタン・ナザルバエフ大統領の顧問、安全保障会議書記、与党「ヌル・オタン」党政治会議議員等を務めた。
ナザルバエフ大統領の信任を得ており、「灰色の枢機卿」の渾名（あだな）を有した。

## 経歴
グリエフ市出身。1981年、アルマ・アタ人民経済大学卒業。ソ連時代は、コムソモール職員だった。
1992年～1994年、在オーストリア・カザフ貿易会館館長、後に対外経済次官、駐スイス大使、駐国際連合常任代表等を歴任。
1999年2月、対外政策・対外経済問題担当大統領補佐官。
2003年～2006年3月28日、カザフスタン共和国安全保障会議書記。2004年11月～2006年3月、大統領附属国家民主化・市民社会問題委員会議長を兼任。
2006年3月28日～2008年12月11日、大統領総務局長。2008年12月から定員外の大統領顧問。